# Orlen Nations Grand Prix
L'Orlen Nations Grand Prix est une course cycliste polonaise créée en 2019. L'épreuve est une course à étapes qui se déroule sur deux jours en août (la première édition a eu lieu en juin). Elle met aux prises uniquement des coureurs espoirs (moins de 23 ans) et appartient à l'UCI Coupe des Nations U23.

## Palmarès
| Année | Vainqueur           | Deuxième         | Troisième       |
| ----- | ------------------- | ---------------- | --------------- |
| 2019  | Nicolas Prodhomme   | Andreas Kron     | Ilan Van Wilder |
| 2020  | Olav Kooij          | Mick van Dijke   | Daan Hoole      |
| 2021  | Marijn van den Berg | Kim Heiduk       | Pavel Bittner   |
| 2022  | Morten Nørtoft      | Leslie Lührs     | Gleb Karpenko   |
| 2023  | Gal Glivar          | Davide Piganzoli | Hannes Wilksch  |
| 2024  | Mathys Rondel       | Brieuc Rolland   | Arno Wallenborn |